# Cornel West
Pour les articles homonymes, voir West.
Cornel West, né le 2 juin 1953 à Tulsa (Oklahoma), est un philosophe et universitaire américain, l'un des contributeurs majeurs aux African-American studies.
Après avoir enseigné à l'université Harvard, il devient professeur de religion et de philosophie, avec un accent sur les Afro-Américains, à l'université de Princeton. Son apport au champ de la philosophie s'appuie sur le baptisme afroaméricain, sur le marxisme, le pragmatisme et le transcendantalisme.
Il se présente à l'élection présidentielle américaine de 2024 comme candidat sans étiquette.

## Biographie

### Jeunesse et formation
Cornel Ronald West est le petit-fils du révérend Clifton L. West, Sr. pasteur baptiste de Tulsa, et le fils de d'Irene Bias West, une institutrice et de Clifton L. West, Jr., un cadre civil de l'United States Air Force.
Sa famille emménage à Sacramento dans l'État de Californie, où il suit ses études secondaires à la John F. Kennedy High School (en).
Durant son adolescence, sa famille l'amène à participer à diverses manifestations contre les lois racistes et pour l'égalité des droits civiques. À côté de Martin Luther King Jr., dans un de ses livres, The Cornel West Reader, il affirme admirer « le militantisme sincère de Malcolm X, la rage provocatrice du Black Panther Party et la théologie de la libération noire de James H. Cone »,,.
Après ses études secondaires, il est admis à l'université Harvard, en 1973, il y obtient un baccalauréat universitaire (équivalent de la licence universtaire en France) en langues et littérature du Proche-Orient, afin de comprendre les origines du christianisme avec la mention magna cum laude, il y suit les cours de Robert Nozick et de Stanley Cavell.
Par la suite, il entre à l'université de Princeton, où il soutient successivement sa Maîtrise universitaire ès lettres en 1975, puis son doctorat en 1980.
Parmi ses influences intellectuelles, il cite le philosophe pragmatiste Richard Rorty.
Il publie sa thèse, achevée en 1980 et éditée plus tard en 1991, sous le titre de The Ethical Dimensions of Marxist Thought.

### Carrière
Vers 25 ans, il retourne à Harvard comme chargé de cours, avant de devenir professeur assistant à l'Union Theological Seminary à New York.
En 1984, l'école professionnelle Divinity School de l'université Yale l'engage pour enseigner l'histoire américaine. Alors qu'il enseigne dans cette université, il manifeste sur le campus contre l'Apartheid en Afrique du Sud, ce qui lui vaut d'être emprisonné. L'administration annule ses cours pendant le printemps 1987, ce qui l'oblige à modifier ses projets et à aller enseigner à l'université de Paris-VIII qui lui avait fait une offre.
Par après, il retourne à l'Union Theological Seminary avant de se retrouver à Princeton, où il devient professeur de religion et directeur du programme d'études sur les Noirs américains. En collaboration avec différents partenaires, notamment l'écrivaine afro-américaine Toni Morrison,, il revitalise ce programme.
Il publie la collection d'essais Race Matters en 1993, laquelle fait fureur aux États-Unis. La même année, il quitte Princeton pour se joindre au département des African-American studies de Harvard. Bien que son livre soit un succès, son prestige n'est pas universel. Quelques critiques, dont Leon Wieseltier (en), éditeur littéraire de la revue The New Republic, l'accusent d'opportunisme, d'avoir le sens de la mise en scène et de manquer de rigueur académique.
À côté de ce best-seller, il publie, toujours en 1993, Keeping Faith: Philosophy and Race in America une compilation plus académiques d'essais où il commence par se définir en revendiquant plusieurs étiquettes, et dans laquelle il cherche à résoudre les contradictions affectant les Afro-américains dans de nombreux domaines (la philosophie, la politique avec le libéralisme et le mouvement des études juridiques critiques, etc.). Il tente d'y trouver une solution de synthèse, qui se révèle être une « critique prophétique », ou encore un « pragmatisme prophétique », lequel passe par une théologie de la libération,.
En 1998, il est finalement nommé au prestigieux poste de University Professor (les titulaires de ce poste, peu nombreux, rendent directement compte de leurs travaux au président d'Harvard).
En 2001, Cornel West est au centre d'une polémique avec le nouveau président d'Harvard, Lawrence Summers,, ce dernier l'accuse de trop s'occuper de politique et pas assez d'activités académiques, car West a créé un disque de hip-hop intitulé Sketches of my Culture,. À la suite de ces disputes, en 2002, il quitte Harvard pour retourner à Princeton.
En 2004, il apparaît comme l'un des conseillers dans la trilogie Matrix,. Dans le coffret DVD Matrix, il enregistre des commentaires sur la philosophie.
En novembre 2007, il appuie la campagne de Barack Obama à la présidence en faisant l'éloge de son jugement et de sa personnalité. Sept ans plus tard, il fait une critique féroce de cet homme qui « s'était présenté comme un progressiste et s'est révélé une fraude. Nous nous sommes retrouvés avec une présidence Wall Street, une présidence de drones ».
Il se définit comme « socialiste non marxiste ». 
En 2023, il considère que l'invasion de l'Ukraine par la Russie est criminelle mais y voit le résultat d'une provocation par l'OTAN, et propose que l'Ukraine fasse des concessions territoriales à la Russie pour apaiser le conflit.
En juin 2023, Cornel West annonce sa candidature à l'élection présidentielle de 2024 pour le compte du People's Party (en). Toutefois, en raison du droit électoral de chacun des États américains, le parti ne peut présenter de candidat dans la plupart des États. La semaine suivante, West candidate à la primaire du Parti vert dont le candidat peut apparaitre dans les bureaux de votes de plus d'États. Ses thèmes de campagne sont l'assurance santé, les salaires, le logement, la démocratie, l'environnement et les droits reproductifs. En octobre, West abandonne la primaire du Parti vert, parlant des complexités internes du parti, et continue sa campagne présidentielle comme candidat indépendant. En avril 2024, Cornel West nomme Melina Abdullah comme vice-présidente de son choix dans le cadre de sa campagne présidentielle. En août 2024, Cornel West et sa colistière Melina Abdullah sont tous deux disqualifiés et se voient refuser l'entrée sur le bulletin de vote de l'élection présidentielle de 2024 dans le Michigan en raison d'un formulaire notarié incorrectement.

### Vie privée
Il est chrétien baptiste et a prêché dans des églises sur demande.
En 1977, il épouse Hilda Holloman ; le couple a un fils Clifton Louis West. En 1981, après son divorce, il épouse Ramona Santiago, une catholique d'origine porto-ricaine, de 10 ans sa cadette. Lorsqu'il est nommé à Harvard, celle-ci refuse de le suivre, ne souhaitant pas quitter le Bronx, et leurs relations se distendent, jusqu'au divorce,. Puis il épouse en troisièmes noces Elleni Gebre Amlak, une Éthiopienne orthodoxe,. Il est aujourd'hui marié à Annahita Mahdavi West, professeure au Long Beach City College.

## Distinctions
En 2004, il reçoit le titre honorifique de docteur honoris causa de l'Université Paris-VIII-Vincennes-Saint-Denis.

## Publications (sélection)
- (en) Prophesy Deliverance ! : An Afro-American Revolutionary Christianity, Westminster John Knox Press, 1982 (réimpr. 2002), 188 p. (ISBN 0-664-22343-5, lire en ligne)
- (en) The American Evasion of Philosophy : A Genealogy of Pragmatism, Madison (Wis.), University of Wisconsin Press, 1989, 292 p. (ISBN 0-299-11964-5)
- (en) The Ethical Dimensions of Marxist Thought, Monthly Review Press, 1991, 220 p. (ISBN 0-85345-818-9, lire en ligne)
- (en) Prophetic Reflections : Notes on Race and Power in America, Common Courage Press, 1993 (réimpr. 2008) (ISBN 1-56751-006-X)
- (en) Race Matters, Random House, 1993, 159 p. (ISBN 0-679-74986-1)
- (en) Keeping Faith : Philosophy and Race in America, Routledge, 1993 (réimpr. 1994), 344 p. (ISBN 0-415-91028-5, lire en ligne)
- (en) Restoring Hope : Conversations on the Future of Black America, Beacon Press, 1997 (réimpr. 1999), 248 p. (ISBN 0-8070-0943-1)
- (en) Roots of Violence, Basic Books, 1997, 256 p. (ISBN 0-465-07083-3)
- (en) The Cornel West Reader, Civitas Books, 1999 (réimpr. 2000), 624 p. (ISBN 0-465-09110-5)
- (en) Democracy Matters : Winning the Fight Against Imperialism, Penguin Books, 2004 (réimpr. 2005), 218 p. (ISBN 0-14-303583-5)
- (en) Hope on a Tightrope : Words and Wisdom, Hay House, 2008, 248 p. (ISBN 978-1-4019-2186-6 et 1-4019-2186-8)
- (en) co rédigé avec  David Ritz, Brother West : Living and Loving Out Loud, A Memoir, SmileyBooks, 2009, 288 p. (ISBN 978-1-4019-2189-7 et 1-4019-2189-2)
- (en) co-rédigé avec Christa Buschendorf, Black Prophetic Fire, Beacon Press, 2014, 248 p. (ISBN 978-0-8070-0352-7 et 0-8070-0352-2)